# 48 bits
En arquitectura de ordenadores, 48 bits es un adjetivo usado para describir enteros, direcciones de memoria u otras unidades de datos que comprenden hasta 48 bits (6 octetos) de ancho, o para referirse a una arquitectura de CPU y ALU basadas en registros, bus de direcciones o bus de datos de ese ancho.
El IBM AS/400, en sus variantes CISC, es un sistema de direccionamiento de 48 bits.
Aunque pueda parece que un espacio de direcciones de 64 bits es mejor que uno de 32 o 48 bits, no tiene por qué ser así. Las direcciones de más bit ocupan más espacio en memoria cuando se guardan para poder acceder esa zona de memoria en cualquier momento de ejecución del programa.
Si un programa no necesita todo el espacio de direcciones de los 64 bits (cuatro mil millones veces el habitual de 32 bit, 17 exabites, 17 millones de terabites), puede verse penalizado por la pérdida de memoria respecto 32 bits o 48 bits según el caso.
El incremento de direcciones disponibles de un sistema de 48 bit respecto de los 32 bits ya es considerable (65535 veces el espacio de un sistema de 32 bits, 280 terabites, 280 mil gigas), y el espacio que ocupan todas las direcciones de memoria que necesita el programa es un 25% menor que en un sistema de 64 bit, y respecto a uno de 32 bits solo se incrementa un 50% en vez de duplicarse (un 100% más).

## Imágenes
En imágenes digitales, 48 bits por píxel o 16 bits por cada canal de color (rojo, verde o azul), es utilizado para procesamiento de precisión. Tales imágenes no parecen mejores que las imágenes de 24 bits (que ya contienen más colores de los que el ojo humano puede distinguir), pero la existencia de más sombras entre colores (65.536 en contra de 256) significa que se pueden realizar más operaciones en la imagen sin el riesgo de notar solapamiento o posterización.